# خربة سيران
خربة سيران هي مدينة في محافظة عمان في شمال غرب الأردن.

## روابط خارجية
خريطة الأقمار الصناعية في Maplandia.com